# Furacão Bud (2006)
O furacão Bud foi o segundo ciclone tropical nomeado,o primeiro furacão e o primeiro grande furacão da temporada de furacões no Pacífico de 2006. Bud formou-se a leste de Acapulco, México e segundo o Centro Nacional de Furacões, alcançou o pico de intensidade com ventos constantes por 1 minuto estimados em 205 km/h. Por formar-se longe da costa e seguir para oeste, Bud não provocou mortes nem danos. Nenhum navio foi afetado pelo furacão.

## História meteorológica

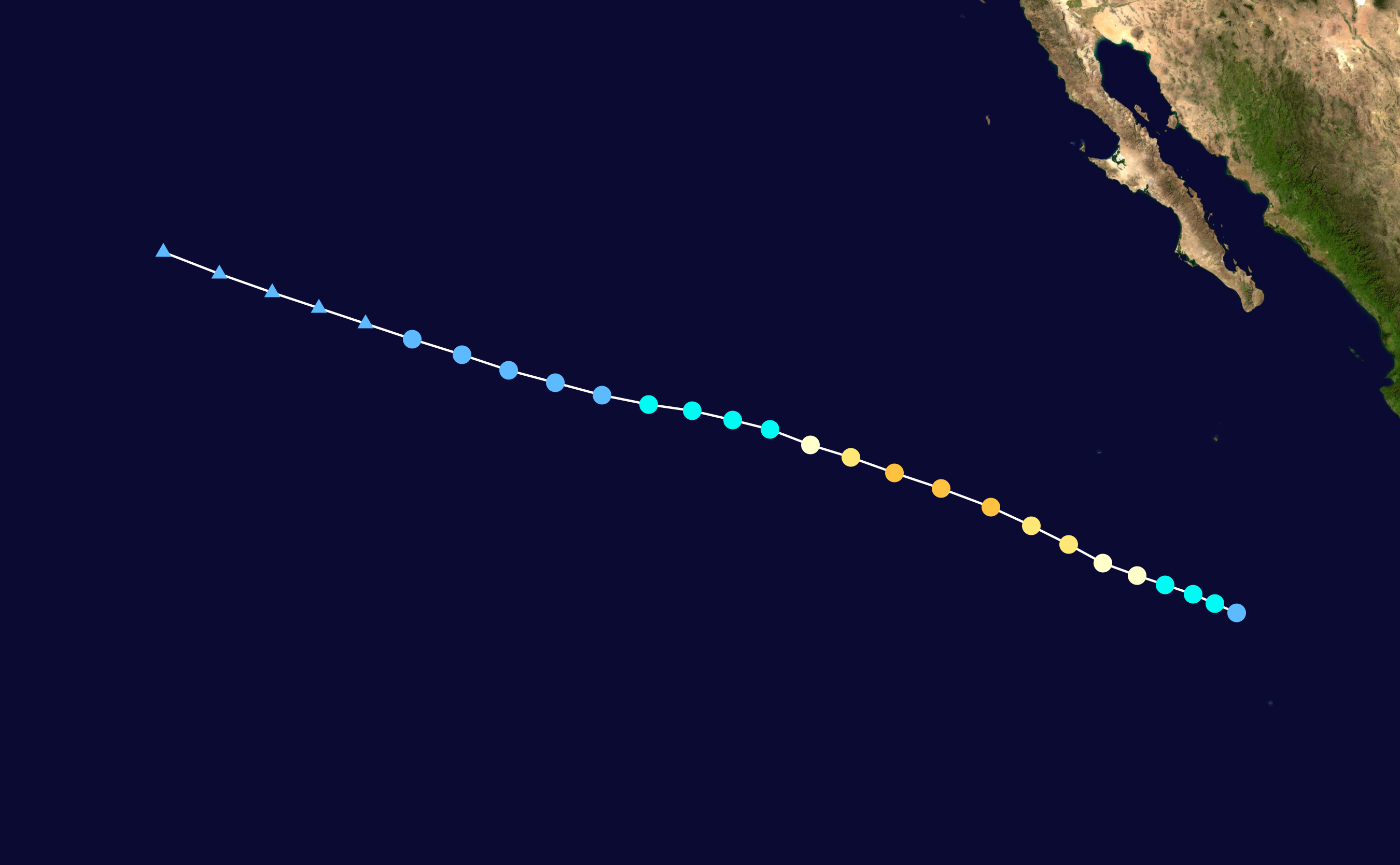
O caminho de Bud

Em 27 de Junho, uma onda tropical deixou a costa ocidental da África. Enquanto a onda cruzava o Oceano Atlântico, nenhum sinal de intensificação foi observado. A onda cruzou a América Central e adentrou a bacia do Pacífico nordeste em 7 de Julho. Uma área de baixa pressão formou-se em associação com a onda em 9 de Julho a aproximadamente 1 015 km ao sul de Manzanillo, México. As classificações Dvorak começaram no dia seguinte. A atividade de tempestades e trovoadas ficaram gradualmente mais bem organizadas e no começo da madrugada de 11 de Julho, a área de baixa pressão tornou-se uma depressão tropical a cerca de 1 295 km ao sul de Cabo San Lucas, México.
Durante todo o seu período de existência, o sistema moveu-se para oeste-noroeste, com correntes de ar providas por uma persistente alta subtropical que se estendia do noroeste do México para oeste. Inicialmente, a depressão encontrou ventos de cisalhamento setentrionais. Depois, os ventos de cisalhamento diminuíram e a depressão desenvolveu-se rapidamente, tornando-se um furacão no final daquela noite. Em 12 de Julho, a intensificação continuou assim que as bandas externas de chuva dissiparam-se e o núcleo interno de convecção consolidou-se. Bud tornou-se um grande furacão em 13 de Julho, alcançando seu pico de intensidade com ventos constantes de 205 km/h (categoria 3 na escala de furacões de Saffir-Simpson) naquele dia enquanto estava localizado a cerca de 1.200 km a oeste-sudoeste de Cabo San Lucas. Logo depois, Bud encontrou águas cada vez mais frias e ar estável que induziram ao rápido enfraquecimento do sistema. Bud enfraqueceu-se para uma tempestade tropical no começo de 14 de Julho. Bud perdeu a maior parte de suas áreas de convecção durante aquele dia. Bud enfraqueceu-se para umd depressão tropical no começo da madrugada de 15 de Julho e degenerou-se numa área de baixa pressão remanescente no dia seguinte. A área de baixa pressão dissipou-se nop interior de correntes de ar orientais de baixos níveis em 17 de Julho a cerca de 1.200 km a leste-nordeste do Havaí.

## Preparativos e impactos
Por estar durante todo o seu período de existência em mar aberto, a milhares de quilômetros da costa mais próxima, Bud não provocou nenhum dano ou casualidade. Nenhum navio ou estação meteorológica registrou a passagem de Bud.